# Gordon E. Sawyer
Gordon E. Sawyer (27 août 1905 - 15 mars 1980) était un directeur du son de Goldwyn Pictures. Il a gagné 3 Oscars.

## Récompenses

### Oscar du meilleur son
- 1947 : Honni soit qui mal y pense
- 1960 : Alamo
- 1961 : West Side Story

### Nominations aux Oscars
- 1944 : Le Joyeux Phénomène
- 1946 : Les Plus Belles Années de notre vie
- 1950 : Celle de nulle part
- 1951 : Face à l'orage
- 1952 : Hans Christian Andersen et la Danseuse
- 1956 : La Loi du Seigneur
- 1957 : Témoin à charge
- 1958 : Je veux vivre !
- 1959 : Porgy and Bess
- 1960 : La Garçonnière
- 1961 : La Rumeur
- 1963 : Un monde fou, fou, fou, fou
- 1966 : Hawaï